# Tres romances para violín y piano

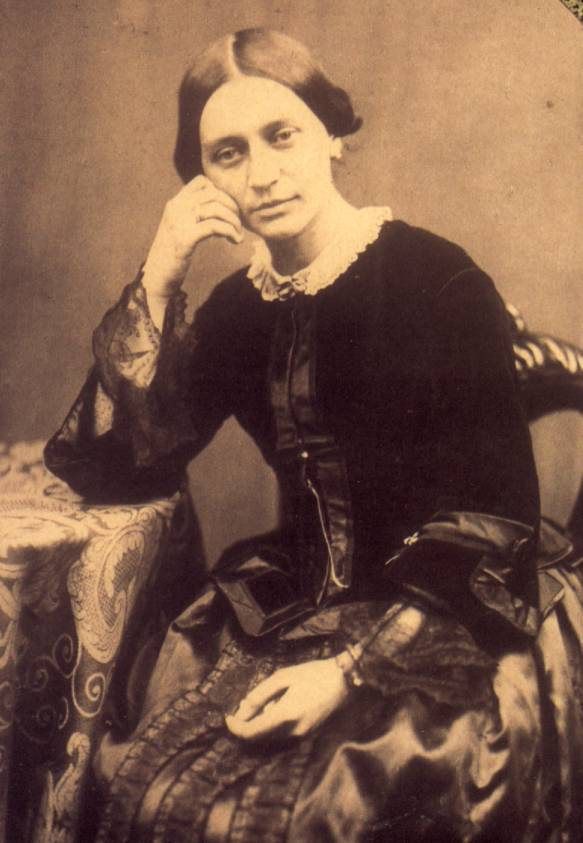
Clara Schumann en 1853.

Tres romances para violín y piano Op. 22 (en alemán, (3) Romanze für Clavier und Violine) es una obra de Clara Schumann, compuesta en 1853 y publicada por primera vez en 1855 por Breitkopf & Härtel.

## Historia
Tras mudarse a Düsseldorf en 1853, Clara Schumann, quien dijo que «las mujeres no nacen para componer», produjo varias obras, incluidos estos tres romances. Dedicado al violinista Joseph Joachim, Schumann y Joachim fueron de gira con ellos, incluso tocándolos ante el rey Jorge V de Hannover, que se quedó «completamente extasiado» al escucharlos.. Un crítico para el Neue Berliner Musikzeitung los elogió y afirmó que «las tres piezas muestran un personaje individual concebido de una manera verdaderamente sincera y escrito en una mano delicada y fragante». Stephen Pettitt para The Times, escribió: «Exuberante y conmovedor, lamentan que la carrera de Clara como compositora se subordinara a la de su esposo».

## Estructura
Los romances, con partitura para violín y piano, están escritos en tres movimientos:
1. Andante molto
2. Allegretto
3. Leidenschaftlich schnell

El primer romance comienza con toques de pathos gitano, antes de que surja un breve tema central con arpegios enérgicos. Lo sigue una sección final similar a la primera, en la que Clara Schumann se refiere encantadoramente al tema principal de la Primera sonata para violín de su esposo Robert Schumann. El segundo romance es más melancólico, con muchos adornos. A veces se considera como representativo de los tres, comenzando con un aperitivo lastimero a sus enérgicos y extrovertidos saltos y arpegios, seguido de una sección más desarrollada con el primer tema presente.. El último movimiento, aunque es muy similar al primero, pero aproximadamente del mismo tiempo que los dos primeros, presenta melodías largas con un acompañamiento de piano ondulante y burbujeante.
Una interpretación promedio es de unos diez minutos de duración.